# ایگور کورونادو
ایگور کورونادو (زاده ۱۸ اوت ۱۹۹۲) بازیکن فوتبال اهل برزیل است. او برای سپاهان اصفهان  ایران بازی می‌کند.